# تشناق السفلي و العليا (قشلاق الجنوبي)
تشناق السفلی والعلیا (بالفارسية: چناق سفلی و علیا) هي منطقة سكنية تقع في إيران في قسم قشلاق الجنوبي الريفي. يقدر عدد سكانها بـ 180 نسمة .